# Grammoptera cyanea
Grammoptera cyanea är en skalbaggsart som först beskrevs av Koichi Tamanuki 1942.  Grammoptera cyanea ingår i släktet Grammoptera och familjen långhorningar.
Artens utbredningsområde är Taiwan. Inga underarter finns listade i Catalogue of Life.